# اردک افراشته‌دم
اردک‌های افراشته‌دم (نام علمی: Oxyura) نام یک سرده از زیرخانواده پهنه‌چینان است.
از این سرده در ایران تنها یک گونه دیده می‌شود به نام اردک سرسفید.